# Ciucea
Ciucea (pronunciación en rumano: [ˈtʃʲutʃe̯a]; en húngaro: Csucsa: Csucsa, pronunciado  [ˈt͡ʃut͡ʃɒ]; en alemán: Tschetsch) es una comuna del Distrito de Cluj, Transilvania, Rumanía. Se sitúa a 20 kilómetros del noroeste de Huedin, en la orilla derecha del río Crişul Repede. Está formada por dos pueblos, Ciucea y Vânători (Börvény). Entre 1968 y 2002 incluía otros tres pueblos, hasta que se separaron y formaron el distrito Negreni.
Endre Ady vivió en un palacio durante Primera Guerra Mundial, cuando pertenecía a la familia de Berta Boncza, su esposa.
En Ciucea se encuentra la casa conmemorativa de Octavian Goga.

## Demografía
Según el censo de 2002, hay una población total de 4,426 personas. De estos, el 99.23 % es del pueblo rumano, el 0.61 % son magiares y el 0.09 % son romaníes.

## Imágenes

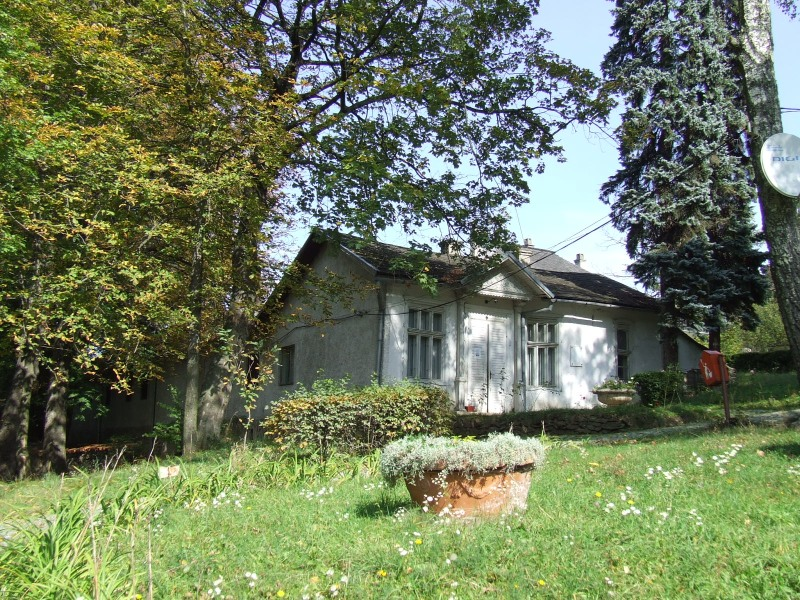
La casa de Ady Endre
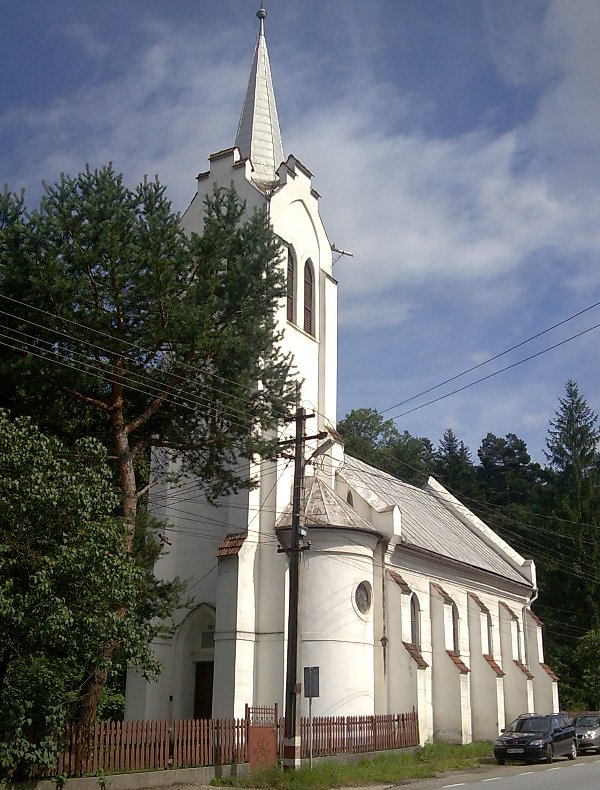
La iglesia reformada